# Samuel Okunowo
Samuel Gbenga Okunowo (1 de março de 1979) é um ex-futebolista profissional nigeriano que atuava como defensor.

## Carreira
Samuel Okunowo representou a Seleção Nigeriana de Futebol, nas Olimpíadas de 2000. 